# 柳楽幸雄
柳楽 幸雄（なぎら ゆきお、1948年1月28日 - ）は日本の技術者、実業家。日東電工代表取締役社長や、同社代表取締役会長、花王取締役等を務めた。

## 経歴・人物
島根県出身。1971年鳥取大学工学部工業化学科卒業、日東電工入社。電子材事業部門オプティカル材事業ユニット長等を経て、1998年取締役光学事業部門オプティカル事業部長に昇格。2000年取締役オプティカル事業部門長。2001年常務取締役。2004年取締役兼副COO。2007年取締役兼専務執行役員オプティカル事業本部長。
2008年から日東電工代表取締役社長を務め、偏光板の用途転換によりシェアトップを維持するとともに、M&Aを進め海外事業の強化にあたった。2014年に代表取締役会長に退き、2017年には任期満了に伴い相談役となった。同年花王取締役。